# Ctenus alienus
Ctenus alienus este o specie de păianjeni din genul Ctenus, familia Ctenidae, descrisă de F. O. P.-cambridge, 1900.
Este endemică în Guatemala. Conform Catalogue of Life specia Ctenus alienus nu are subspecii cunoscute.